# Halerz raciborski
Halerz raciborski – srebrna, bita dwustronnie moneta używana jako środek płatniczy w Księstwie Raciborskim. Za panowania Jana II Żelaznego 
tym właśnie środkiem płatniczym dokonano wykupu dziedzicznego wójtostwa w mieście przed rokiem 1413.